# Paffrathsche Rinne

Die Paffrathsche Rinne im Schema

Die Paffrathsche Rinne (auch: Paffrathsche Schale, Paffrathschale) ist eine einfache Vorrichtung, um Kohlenstoffdioxid (CO2) in Wasser zu lösen. Ihr Ursprung und ihre häufigste Anwendung befindet sich in der Aquaristik, wo sie zum Zuführen von biologisch erzeugtem (durch Hefegärung) CO2 genutzt wird. Sie wurde benannt nach ihrem Entwickler bzw. Erstbeschreiber Kurt Paffrath, einem aquaristischen Sachbuchautor. CO2 dient als wichtiger Pflanzennährstoff und beeinflusst außerdem den pH-Wert des Aquarienwassers.

## Aufbau
Eine umgedrehte Schale, welche zum Beispiel mittels Saugnäpfen unterhalb des Wasserspiegels im Aquarium montiert wird. Im nach oben zeigenden Boden sind häufig ein oder zwei Durchlässe montiert, wovon einer der CO2-Zuführung dient und der mögliche zweite, versehen mit einem kurzen Schlauch und einem Absperrhahn als sogenannte Falschgasentlüftung dazu genutzt wird, in der Schale befindliche Luft, welche leichter ist als CO2, nach oben entweichen zu lassen.

## Wirkungsweise
Das aus einem Gärgefäß zugeführte CO2 sammelt sich unterhalb der umgedrehten Schale. An der Kontaktfläche der so entstandenen CO2-Blase zum Aquarienwasser diffundiert das Gas in die Flüssigkeit. Durch unterschiedlich groß gewählte Schalen ergeben sich unterschiedlich große Kontakt- bzw. Diffusionsflächen. Auf diese Weise kann man die Menge des zu lösenden CO2 der Aquariengröße anpassen. Der Wirkungsgrad lässt sich erheblich steigern, wenn die Kontaktfläche stark angeströmt wird, z. B. durch den Auslass eines Außenfilters oder durch eine separate Wasserpumpe.
Größenberechnung:
| Basisgröße: 100 Liter | Basisgröße: 100 Liter |
| --------------------- | --------------------- |
| Karbonathärte         | Kontaktfläche         |
| in KH                 | in cm²                |
| bis 10                | 30                    |
| 11                    | 50                    |
| 12                    | 70                    |
| 13                    | 90                    |
| 14                    | 110                   |
| 15                    | 130                   |
| 16                    | 150                   |

## Vorteile gegenüber herkömmlichen CO2-Zugabegeräten
Bekannte Zugabegeräte (oder Reaktoren genannt), wie Flipper, Diffusoren oder Außenreaktoren (zur Einleitung des CO2 in das Wasser des Filterkreislaufes) lösen kontinuierlich das zugeführte Gas im Wasser. Geregelt wird diese Zugabe durch Steuerung der CO2-Durchflussmenge.
Dies stellt bei den bekannten Druckflaschensystemen auch kein Problem dar, da sich die Gasmenge mittels eines Ventiles konstant einstellen lässt. Bei biologisch erzeugtem CO2 verläuft die Gaserzeugung jedoch nicht gleichmäßig, sie ist abhängig von der Temperatur und auch von der Länge des Gärprozesses, zudem besteht bei Drosselung des CO2-Flusses die Gefahr der Explosion des Gärbehälters, welcher im Normalfall nur aus einer Plastikflasche oder einem Kanister besteht und nicht für hohen Druck geeignet ist. Da jedoch die Kontaktfläche des CO2 zum Wasser in der Paffrathschen Rinne stets gleich ist und sich ein Mehr oder Weniger bei der Gasproduktion nur im Füllstand der verwendeten Schale niederschlägt, ist eine gleichmäßige Zugabe des Gases zum Aquariumwasser gewährleistet. Wird mehr Gas zugeführt, als die Schale fassen kann, entweicht es einfach als Blase über den unteren Schalenrand.

## Nachteile gegenüber herkömmlichen CO2-Zugabegeräten
Durch die erforderliche Kontaktfläche lässt sich eine Paffrathsche Rinne innerhalb des Aquariums nur schwer verbergen. Auch die
Befestigung kann sich, bedingt durch den Auftrieb der gasgefüllten Schale, als schwierig erweisen.